# 메이리그
메이리그(Mayrig, Mother)는 프랑스에서 제작된 앙리 베르누이 감독의 1991년 드라마 영화이다. 클라우디아 카르디날레 등이 주연으로 출연하였고 타락 벤 엠마 등이 제작에 참여하였다. 알려진 다른 제목은 나의 어머니이다.

## 출연

### 주연
- 클라우디아 카르디날레
- 오마 샤리프

### 조연
- 이자벨 사도양
- 나탈리 루셀
- 잭키 네르세시앙
- 리샤르 베리
- 세르쥬 아베디키안

## 제작진
- 원작자: 앙리 베르뇌유
- 미술: 피에르 구프로이
- 의상: 캐서린 고니-아츠지언
- 의상: 스테파느 롤롯
- 의상: 초체인 체파치언